# Pristaulacus calidus

Pristaulacus calidus  (лат.) — вид эваноидных наездников из семейства Aulacidae. Юго-Восточная Азия. 

## Распространение
Китай (провинция Юньнань, Cheli, 560 м).

## Описание
Мелкие перепончатокрылые наездники, длина тела у самцов около 12,1 мм, длина переднего крыла 7,1 мм. Основная окраска тела чёрная (ноги светлее, буровато-жёлтые). Усики чёрные с желтовато-оранжевым скапусом, брюшко чёрное. Затылочный киль развит. Передние крылья без поперечной жилки 2r-m. Претарзальные коготки гребенчатые с несколькими зубцевидными выступами вдоль внутреннего края.  Усики длинные 14-члениковые у обоих полов. Формула щупиков 6,4. Грудь с грубой скульптурой. Имеют необычное прикрепление брюшка высоко на проподеуме грудки.

## Систематика
От близких видов Pristaulacus calidus отличается беловатым опушением тела и грубыми пунктурами на лбу. 
Вид был впервые описан в 2016 году китайскими энтомологами Х.Ченом (Hua-yan Chen), З.Сю (Zai-fu Xu; South China Agricultural University, Гуанчжоу, Китай) и итальянским гименоптерологом Джузеппе Ф. Турриси (Giuseppe Fabrizio Turrisi; University of Catania, San Gregorio di Catania, Италия).